# Sticta
Sticta (Schreb.) Ach. (podgranicznik) – rodzaj grzybów z rodziny granicznikowatych (Lobariaceae).

## Systematyka i nazewnictwo
Pozycja w klasyfikacji według Index Fungorum: Lobariaceae, Peltigerales, Lecanoromycetidae, Lecanoromycetes, Pezizomycotina, Ascomycota, Fungi.
Synonimy naukowe: Diclasmia Trevis., Dysticta Clem., Dystictina Clem., Lichen sect. Sticta Schreb.
Nazwa polska według Krytycznej listy porostów i grzybów naporostowych Polski.

## Niektóre gatunki
- Sticta baileyi D.J. Galloway 1998
- Sticta canariensis (Ach.) Bory ex Delise 1822
- Sticta fuliginosa (Dicks.) Ach. 1803 – podgranicznik ponury
- Sticta hypopsiloides Nyl. 1861
- Sticta cyphellulata (Müll. Arg.) Hue 1901
- Sticta marginifera Mont. 1842
- Sticta sylvatica (Huds.) Ach. 1803 – podgranicznik leśny
- Sticta variabilis Ach. 1810
- Sticta weigelii Isert 1890

Wykaz gatunków (nazwy naukowe) na podstawie Index Fungorum. Obejmuje on wszystkie gatunki występujące w Polsce i niektóre inne. Nazwy polskie według checklist.
Wszystkie gatunki w Polsce objęte są ścisłą ochroną.